# Elektroencefalografija
Elektroencefalografija (kratica EEG) je merjenje možganske električne aktivnosti z elektrodami na površini glave. Izmerjeni električni signali so seštevek aktivacijskih in inhibicijskih postsinaptičnih električnih potencialov (EPSP, IPSP) ter v manjši meri tudi akcijskih potencialov živčnih celic. Naprava za elektroencefalografijo se imenuje elektroencefalograf, zapis le-tega pa elektroencefalogram. 
Podobne metode merjenja možganske električne aktivnosti, vendar z različnimi vrstami elektrod, ki so nameščene bližje možganom, imenujemo invazivna elektroencefalografija. Elektrokortikografija (ECoG) so meritve na površini možganov, stereo EEG je, predvsem v Franciji, uveljavljen izraz za meritve z elektrodami v globini možganov.
1. Kratek uvod, povzetek metode (kaj je EEG, kaj z njim merimo in kje se ga uporablja)
Elektroencefalografija(EEG) je metoda merjenja aktivnosti velikih skupin relativno oddaljenih nevronov možganske skorje. (1)
V kliničnem smislu je EEG merjenje spontane električne aktivnosti možganov v določenem časovnem obdobju. Pri merjenju se uporabljajo številne elektrode, ki so nameščene na preiskovančev scalp(1). Elektroencefalogram nato prikaže izmerjene potenciale električnih polj kortikalnih piramidnih celic in talamusa v obliki valov(1,2). Preiskava traja približno 20 minut. Izvaja se lahko tudi med spanjem, različnimi aktivnostmi in v obliki telemetrije(2). Najpogosteje se uporablja pri diagnostiki epilepsij(3), redkeje pa pri motnjah spanja, encefalopatijah, demenci komi in možganski smrti(2,3). Včasih je bil EEG metoda izbora pri diagnostiki  tumorjev, kapi in ostalih žariščnih možganskih bolezni, vendar so kasneje novejše metode(CT in MR) prevzele to vlogo(3). EEG ima v primerjavi s CT, MRI in PET slabšo prostorsko ločljivost in boljšo časovno ločljivost. Boljša časovna ločljivost pomeni, da je EEG še vedno nepogrešljiva preiskovalna metoda pri nekaterih boleznih, ki jih ne moremo zaznati s CT, MRI in PET.
Z razvojem znanosti so se razvile tudi izpeljanke klasičnega EEGja; evocirani potenciali(EP) in z dogodki povezani potenciali(ERP)(angl. event-related response). EP temeljijo na časovno zamaknjenem merjenju električne aktivnosti po slušnem, vidnem ali čutnem dražljaju. ERP temeljijo na časovno zamaknjenem merjenju kompleksnejših potencialov in se uporabljajo predvsem v kognitivni znanosti, kognitivni psihologiji in psihofiziološkem raziskovanju.
2. Zgodovina elektroencefalografije
Leta 1924 je nemški psiholog in psihiater Hans Berger posnel prvi EEG na človeku in hkrati napravo poimenoval “elekroencefalograf”.  To je veljalo in še danes velja za velik zgodovinski preboj v nevrološki in psihiatrični diagnostiki, še posebej če pomislimo na primankljaj takratnih diagnostičnih metod kot so CT, MR in DSA. Takrat je Berger svoje odkritje opisal kot “eno najbolj presenetljivih in pomnljivih odkritiji v zgodovini nevrološke diagnostike”.  
Berger se je pri tem oprl na raziskave fizika Richarda Catona, ki je prvi opozoril na “trenutne” elektične fenomene v sivi možganovini možganskih hemisfer. Pred tem je bilo znano da možganska elektična aktivnost ustvarja kontralateralni motorični odziv, vendar pa še niso poznali spontne oz. intrinzične možganske aktivnosti. Tako je lahko Berger na podlagi Catonovih spoznanj, 6. julija 1924 pri nevrokirurškem posegu na 17 letnem dečku, ki ga je izvajal nevrokirug Nikolai Guleke, posnel prvi EEG. Pri poročanju njegovih odkritij pet let kasneje pa je uporabil termina “alfa in beta valovi“. Tri leta po tem britanski znanstveniki potrdijo njegova dela in se osredotočijo na nadaljnji razvoj. 
Odkritje je bilo takrat izjemnega pomena za nevrološko diagnostiko in kmalu so opisali epileptične spajke ter triciklični vzorec absenčnih napadov. Tako je EEG pridobil klinično vrednost in leta 1936 so odprli prvi EEG laboratorij v Massachusetts General Hospital. 
Danes ima EEG manjšo klinično vrednost kot nekoč, vendar je še vedno izjemnega pomena pri diagnostiki epileptičnih napadov, možganskih tumorjih,  degenerativnih možganskih bolezni in drugih. 
3.Osnove EEG
EEG je metoda s katero snemamo aktivnost možganov. EEG posnamemo tako, da na skalp postavimo elektrode. Poznamo tudi intrakranialne elektrode, ki pa jih zaradi tehničnih in etičnih omejitev  uporabljamo predvsem v eksperimentalne namene.(4) Vsaka elektroda, ki je na skalpu, posname električni potencial 10 milijonov do 1 milijarde nevronov v možganih. Električni potenciali so odraz aktivnosti v sinapsi.(5)
Večina EEG signala izvira v skorji velikih možganov. Posredno daje informacijo tudi o delovanju talamusa in mezencegalona, ki uravnavata cikel spanja in budnosti.  Električna aktivnost, ki jo posnamemo z EEG, je lahko spontana ali izzvana. Izzvani potenciali so povezani z nekim senzoričnim stimulusom, na primer utripanje luči.(4)
Elektrode, ki jih pritrdimo na skalp so navadno premera 0.4 - 1 cm. Pri standardnem kliničnem snemanju EEG, postavimo na skalp 19 snemajočih elektrod ( 10-20 sistem). Poleg tega namestino še 1 ali 2 referenčni elektrodi (navadno na uhelj) in 1 ozemljitveno elektrodo (običajno na nos).(5)
10 in 20 v 10-20 sistemu povesta razdaljo med elektrodami in sicer, da je razdalja med elektrodami 10% - 20% celotne razdalje od sprednjega do zadnjega konca skalpa oziroma razdalje med skrajno levo in desno točko skalpa. Vsaka elektroda je označena s črko in številko. Črke  F, T, C, P in O označuje režnje. In sicer frontalni reženj, temporalni reženj, centralna lega, parietalni reženj in okcipetalni  reženj. Elektroda s črko A, je referenčna elektroda. Oznaka elektrode Fp, pomeni polarni del frontalnega režnja. Cz označuje elektrodo na sredini skalpa.  Elektrode s številkami 2, 4, 6 in 8 ležijo na desni hemisferi, medtem ko številke 1, 3, 5 in 7 ležijo na levi hemisferi. (6) Pri snemanju EEG vidimo na zaslonu električno aktivnost. Ta se izpiše v obliki valov, ki imajo različne amplitude in frekvence. Poznamo beta, alfa, teta, delta, gama in mu valove.
Valovi
Frekvenca (Hz)(7)
Lokacija
Kdaj se pojavijo v fiziološkem stanju (7)
Beta
>13 
Frontalnem delu 
Budno stanje, mentalna aktivnost
Alfa
8-13 
Zatilje
Budno stanje z zaprtimi očmi
Teta
4-8
Na območju, ki niso povezana z delom rok (9)
Spanje
Delta
0.5-4
Odrasli:frontalno
Otroci: posteriorno (9)
Globoko spanje
4. Uporaba za klinične namene
EEG snemanja spontane električne aktivnosti omogočajo spremljanje bolezni, kot so:
možganski tumor,
možganska kap, 
epilepsija, infekcijske bolezni, 
mentalna zaostalost, 
hude poškodbe glave, 
predoziranje z drogami, 
spanje in 
metabolične bolezni. 
Pri teh boleznih se namreč lahko pojavi spontana aktivnost v možganski skorji, ki jo z EEG lahko posnamemo.(4)
EEG uporabljamo tudi za ugotavljanje globin kome in za oceno resnosti kome. Izzvani EEG signali pa nam lahko pomagajo pri diagnozi nekaterih bolezni.(4)
Z EEG tudi dokažemo možganski smrt. V tem primeru posnamemo izoelektrični EEG.(Klinična nevrološka preiskava).(8)
5. Uporaba za raziskovalne namene (poudarek na ERP metodi)
EEG in od dogodka odvisni potenciali (ERPS) se v veliki meri uporabljajo v nevroznanosti, kognitivni znanosti, kognitivni psihologiji, nevrolingvistiki in psihofizioloških raziskavah. 
Številne tehnike EEG-ja, ki se uporabljajo v raziskovalne namene niso v zadostni meri standardizirane za klinično uporabo.
Obstajajo številne druge metode za preučevanje delovanja možganov in sicer: funkcionalno magnetno resonančno slikanje (fMRI), pozitronska emisijska tomografija, magnetoencefalografija (MEG), jedrska magnetna resonanca, elektrokortikografija, enojna fotonska emisijska računalniška tomografija, bližnja infrardeča spektroskopija (NIRS), in povezan dogodek optični signal (EROS). Kljub relativno slabi prostorski občutljivosti EEG, ima več prednosti kot večino teh tehnik. (10)
ERP metoda
Od dogodka odvisni potenciali (ERP) so izmerjeni odzivi možganov na posebne zaznavne, spoznavne ali motorične dogodke. (11) Bolj natančno, je to vsak elektrofiziološki odziv na dražljaj. Preučevanje na tak način zagotavlja ocenjevanje delovanja možganov pri bolnikih s kognitivnimi motnjami. Te potenciale merimo s pomočjo elektroencefalografije (EEG).(12)
V raziskavah so fiziologi in nevroznanstveniki odkrili različne dražljaje, ki izzovejo zanesljive ERP-je udeležencev.
Čas odzivov na dražljaje zagotavlja merjenje časa procesiranja informacij možganov.
Na primer; prvi odziv vidnega korteksa v raziskavah je okoli 50-70 ms. To bi lahko označevalo čas, ki ga potrebuje vidni dražljaj, da doseže možgansko skorjo. V nasprotju pa ima odziv P300 (val, ki je ERP) čas okoli 300ms ne glede na vrsto dražljaja (npr. vidni, slušni, dotik, okus, voh,…). Zaradite enakosti glede na tip dražljaja, P300 razumemo, kot višji spoznavni odziv na nepričakovane in / ali kognitivno vztrajnostne dražljaje. (13) 
6. Artefakti v EEG posnetku
Zapis na elektroencefalogramu večinoma ni zgolj prikaz aktivnosti možganske skorje, temveč tudi prikaz vpliva mnogih dejavnikov, ki vplivajo na meritev možganske aktivnosti. Potemtakem zapis vsebuje artefakte. Dejavnike, ki povzročajo artefakte lahko v razdelimo v 2 večji skupini:
biološki
okoljski
Biološki artefakti so tisti, ki nastanejo zaradi vpliva preiskovančevega telesa na meritev. Mednje spadajo artefakti, ki nastanejo zaradi aktivnosti:
oči: najbolj so izraziti artefakti zaradi razlike električnih potencialov med roženico in mrežnico(korneo-retinalni dipol). Električni dipol je velik v primerjavi z možganskimi električnimi potenciali. Če so oči in veke popolnoma mirne, dipol nima vpliva na EEG.  Na meritev vplivajo tudi elektromiografski potenciali zunanjih očesnih mišic(14,15,16,17)
srca: motnje srčnega ritma so pogosto vidne tudi na elektroencefalogramu kot artefakt v obliki zobcev. Pogosto se zato poleg EEGja sočasno izvaja še EKG.
mišic: povzročijo elektromiografski potencial
jezika(glosokinetični artefakt): artefakt nastane zaradi električnega dipola med bazo in konico jezika. Pri nekaterih boleznih pa nastane artefakt zaradi hitrih gibov jezika, mdr. pri parkinsonizmu in tremorju
Okoljski artefakti so posledica dejavnikov zunaj človeškega telesa. Nastanejo lahko zaradi 
premikanja elektrod pri premikanju pacienta: nastane začasna sprememba impedance elektrod, ki povzroči nastanek zobcev.
slabe ozemljitve elektrod: artefakti so izraziti s frekvenco 50-60 Hz
intravenskega zdravljenja: kapljanje povzroči hitre, ritmične artefakte nizke napetosti, ki so podobni zobcem
Vpliv artefaktov lahko zmanjšamo na dva načina. Zmanjšamo lahko njihov nastanek ali pa artefakte popravimo z računalniško obdelavo.(17,18,19,20,21,22)

LITERARURA:
(1) Berne, Robert M. "The Nervous System." In Berne & Levy Physiology. 6th Ed., Updated ed. Philadelphia, PA: Mosby/Elsevier, 2010.
(2)Losseff, Nick. Clinical Neurology, 4th Edition. Hodder Arnold, 2011.
(3)Khalil, Bassel, and Karl E. Misulis. Atlas of EEG & Seizure Semiology. Philadelphia: Butterworth-Heinemann/Elsevier, 2006.
"EEG." U.S National Library of Medicine. Accessed February 16, 2015. http://www.nlm.nih.gov/medlineplus/ency/article/003931.htm.
(4) Paul L. Nunez, Ramesh Srinivasan, Electric fields of the brain: The neurophysics of EEG, 2nd edition 2006
(5) Paul L. Nunez and Ramesh Srinivasan.  Electroencephalogram (internet).2007(citirano 2015). Dosedljivo na: http://www.scholarpedia.org/article/Electroencephalogram#A_Window_on_the_Mind 
(6) George H. Klem, Hans Otto Luders, H.H. Jasper and C. Elger . The ten-twenty electrode system of the International Federation(internet).1999 (citirano 2015). Dosegljivo na: http://www.clinph-journal.com/pb/assets/raw/Health%20Advance/journals/clinph/Chapter1-1.pdf
(7) M. Teplan. Fundamentals of EEG measurement (internet).2002 (citirano 2015). Dosegljivo na: http://www.edumed.org.br/cursos/neurociencia/MethodsEEGMeasurement.pdf
(8) Lavrič A., Janko M. Klinična nevrološka presikava. Ljubljana: Medicinski razgledi; 2007.
(9) Kirmizi-Alsan, Elif; Bayraktaroglu, Zubeyir; Gurvit, Hakan; Keskin, Yasemin H.; Emre, Murat; Demiralp, Tamer (2006). "Comparative analysis of event-related potentials during Go/NoGo and CPT: Decomposition of electrophysiological markers of response inhibition and sustained attention". Brain Research 1104 (1): 114–28.
(10) Vespa, Paul M.; Nenov, Val; Nuwer, Marc R. (1999). "Continuous EEG Monitoring in the Intensive Care Unit: Early Findings and Clinical Efficacy". Journal of Clinical Neurophysiology 16 (1): 1–13.
(11) Luck, Steven J. (2005) An Introdution to the Event-Related Potencial Tehnique.
(12) Brown, Colin M; Peter Hagoort (1999). "The cognitive neuroscience of language". In Colin M. Brown and Peter Hagoort. The Neurocognition of Language. New York: Oxford University Press. p. 6.
(13)Farwell, L.A.; Donchin E. (1988). "Talking off the top of your head: toward a mental prosthesis utilizing event-related brain potentials". Electroencephalogr Clin Neurophysiol. 70 (6)
(14)Barry, W; Jones, GM (1965). "Influence of Eye Lid Movement Upon Electro-Oculographic Recording of Vertical Eye Movements". Aerospace medicine 36: 855–8.
(15)Iwasaki, Masaki; Kellinghaus, Christoph; Alexopoulos, Andreas V.; Burgess, Richard C.; Kumar, Arun N.; Han, Yanning H.; Lüders, Hans O.; Leigh, R. John (2005). "Effects of eyelid closure, blinks, and eye movements on the electroencephalogram". Clinical Neurophysiology 116 (4): 878–85.
(16)Lins, Otavio G.; Picton, Terence W.; Berg, Patrick; Scherg, Michael (1993). "Ocular artifacts in EEG and event-related potentials I: Scalp topography". Brain Topography 6 (1): 51–63. doi:10.1007/BF01234127.
(17)Keren, Alon S.; Yuval-Greenberg, Shlomit; Deouell, Leon Y. (2010). "Saccadic spike potentials in gamma-band EEG: Characterization, detection and suppression". NeuroImage 49 (3): 2248–63. doi:10.1016/j.neuroimage.2009.10.057
(18)Jung, Tzyy-Ping; Makeig, Scott; Humphries, Colin; Lee, Te-Won; McKeown, Martin J.; Iragui, Vicente; Sejnowski, Terrence J. (2000). "Removing electroencephalographic artifacts by blind source separation". Psychophysiology 37 (2): 163–78. doi:10.1017/S0048577200980259
(19)Jung, Tzyy-Ping; Makeig, Scott; Westerfield, Marissa; Townsend, Jeanne; Courchesne, Eric; Sejnowski, Terrence J. (2000). "Removal of eye activity artifacts from visual event-related potentials in normal and clinical subjects". Clinical Neurophysiology 111 (10): 1745–58. doi:10.1016/S1388-2457(00)00386-2. PMID 11018488.
(20)Jump up ^ Joyce, Carrie A.; Gorodnitsky, Irina F.; Kutas, Marta (2004). "Automatic removal of eye movement and blink artifacts from EEG data using blind component separation". Psychophysiology 41 (2): 313–25. doi:10.1111/j.1469-8986.2003.00141.x
(21)Fitzgibbon, Sean P; Powers, David M W; Pope, Kenneth J; Clark, C Richard (2007). "Removal of EEG noise and artifact using blind source separation". Journal of Clinical Neurophysiology 24 (3): 232–243. doi:10.1097/WNP.0b013e3180556926
(22)Shackman, Alexander J.; McMenamin, Brenton W.; Maxwell, Jeffrey S.; Greischar, Lawrence L.; Davidson, Richard J. (2010). "Identifying robust and sensitive frequency bands for interrogating neural oscillations". NeuroImage 51 (4): 1319–33. doi:10.1016/j.neuroimage.2010.03.037